# Al-Masriyah
Al-Masriyah (tiếng Ả Rập: المصرية) là một ngôi làng ở miền trung Syria, một phần hành chính của Tỉnh Homs, nằm ở phía tây nam của Homs và ngay phía bắc và phía nam của biên giới với Lebanon. Các địa phương gần đó bao gồm Zita al-Gharbiyah ở phía bắc, al-Qusayr ở phía đông bắc, Zira'a và Rabmus. Theo Cục Thống kê Trung ương (CBS), Al-Masriyah có dân số 618 trong cuộc điều tra dân số năm 2004. Cư dân của nó chủ yếu là người Hồi giáo Shia.